# Kleoniki Delijorgji
Kleoniki Delijorgji (ur. 28 sierpnia 1996 w Janinie) – albańska modelka, zwyciężczyni Miss Shqipëria 2012.